# Карои
Карои (англ. Karoi) — город на севере Зимбабве, на территории провинции Западный Машоналенд.

## География
Расположен в 85 км к северо-западу от административного центра провинции, города Чинхойи и примерно в 200 км от столицы страны, города Хараре. Абсолютная высота — 1285 метров над уровнем моря. Примерно в 135 км к северо-западу от Карои располагается крупное водохранилище Кариба.

## Население
По данным на 2013 год численность населения составляет 26 554 человека.
Динамика численности населения города по годам:
| 2002   | 2013   |
| ------ | ------ |
| 22 293 | 26 554 |

## Экономика и транспорт
Основной с/х культурой, выращиваемой в районе города и идущей на экспорт является табак. Через Карои проходит трасса A-1, соединяющая Хараре с замбийской границей.